# Aleksandr Sibirjakov (fartyg)

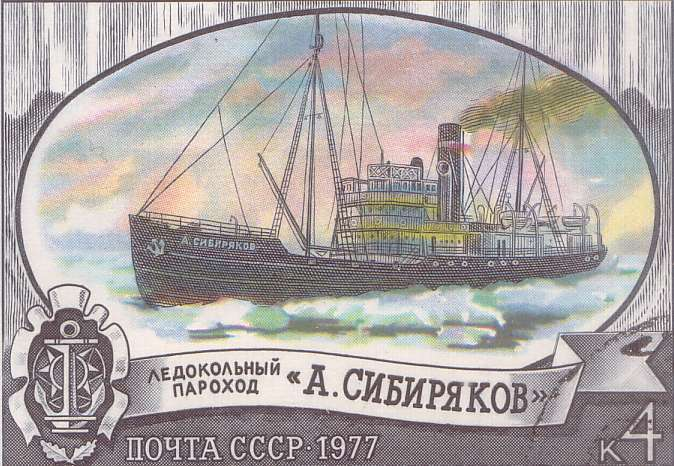
Sovjetiskt frimärke med fartyget

Aleksandr Sibirjakov var ett sovjetiskt ångfartyg som användes i Norra ishavet. Det är uppkallat efter polarforskaren Aleksandr Sibirjakov.
Fartyget byggdes 1908 i Glasgow i Skottland som valfångstbåt och köptes 1914 av Ryssland. Aleksandr Sibirjakov var 1932 det första fartyget som klarade Nordostpassagen utan övervintring. Två år senare förliste ett liknande fartyg (Tscheljuskin) på samma sträcka. Året 1942 hade fartyget uppdraget att inrätta en funk- och väderstation vid Nordenskiöldöarna. Samtidig fanns det tyska krigsfartyget Admiral Scheer i regionen. Den 25 augusti 1942 träffade fartygen på varandra. Besättningen på Aleksandr Sibirjakov försökte nå en skyddande ö men den tyska kryssaren var snabbare. Fartyget träffades allvarlig och det sjönk kort efteråt. Endast 20 personer av skeppets 105 man besättning överlevde. De flyttades med undantag av Pavel Vavilov till ett KZ nära Danzig. Vavilov nådde tillsammans med fartygets hund en ö och träffade i september på andra sovjetiska personer.